# Anoushka Schut-Welkzijn
Anoushka Schut (Delft, 6 februari 1969) is directeur van Expect Jeugd, expertisecentrum van Partners voor jeugd - Wikipedia sinds februari 2023. Hiervoor was ze clustermanager Beleid & Ontwikkeling van de Koninklijke Nederlandse Maatschappij ter bevordering van de Pharmacie sinds september 2019. Sinds april 2017 heeft zij een bedrijf Pareto Governance. Namens de Volkspartij voor Vrijheid en Democratie zat Schut van 20 september 2012 tot 23 maart 2017 in de Tweede Kamer. Eerder was zij van 2010 tot 2012 politiek adviseur van Edith Schippers. Van 2005 tot 2010 werkte ze als toezichthouder bij de Nederlandse Zorgautoriteit.
Na het vwo op het "Hugo Grotius" in Delft, studeerde Schut bestuurskunde aan de Erasmus Universiteit Rotterdam. Ook heeft zij economie gestudeerd aan Birkbeck College, Universiteit van Londen.
Anoushka woont in Amsterdam, is gescheiden en heeft twee kinderen.

## Privé
Schut is woonachtig in Amsterdam.
In haar studententijd is zij lid geweest van de Rotterdamsche Vrouwelijke Studenten Vereeniging.